# Cossypha heuglini
La cosifa de Heuglin (Cossypha heuglini) es una especie de ave paseriforme de la familia Muscicapidae propia de África oriental y central. Su hábitat natural incluye las sabanas y zonas de matorral seco, así como los boques de montaña y matorrales de altura.

## Descripción

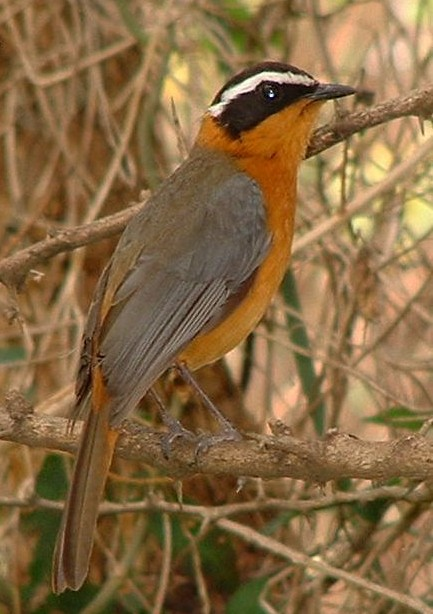
Ejemplar en Sudáfrica

La cosifa de Heuglin mide entre 19 y 20 |cm de largo y pesa entre 29 y 51 g. Su píleo y rostro son negros, en contraste con las listas superciliares. Su espalda es de color oliváceo grisáceo, y su obispillo es de color canela anaranjado. las dos pumas centrales de la cola son pardas oliváceas, y el resto de plumas de la cola son anaranjadas. Sus alas son de color pardo grisáceo, salvo las coberteras inferiores que son anaranjadas. Tiene las partes inferiores de color canela anaranjado intenso. Su pico es negro, sus ojos son pardos y sus patas son rosáceas, grisáceas o parduzcas. La hembra es un poco más pequeña que el macho. Los juveniles tienen la cabeza parda y marcas pardo rojizas en la espalda. Por su parte garganta es clara y su pecho es de tonos crema anaranjados, y su vientre naranja claro.

## Taxonomía
Gustav Hartlaub describió científicamente la especie en 1866 a partir de un ejemplar de Sudán. Su nombre conmemora al ornitólogo alemán Martin Theodor von Heuglin. Se reconocen tres subespecies: 
- C. h. subrufescens - se extiende de Gabón al oeste de Angola;
- C. h. heuglini - se encuentra desde el sur de Chad y Sudán hasta el este de Angola, Botsuana y el norte de Sudáfrica;
- C. h. intermedia - se extiende desde el sur de Somalia al noreste de Sudáfrica.[3]

## Comportamiento y ecología
Se alimenta principalmente de hormigas, termitas, escarabajos, entre otros insectos y artrópodos, pequeñas ranas y frutos.

### Cantos
Entre las llamadas de contacto de la cosifa de Heuglin se cuentan repetidos pit-porlii, chiiritter-porlii y da-da-tii que finaliza con da-tiii or chickle-ter-twiip. -Su llamada de alarma es un takata-kata-kata. Su canto es melodioso, y generalmente lo emite al amancer y atardecer, y es suave al principio y más alto al final. Contiene frases de tipo pip-pip-urii, don't-you-do-it o tirrootirrii que puede repetir más de diez veces. Cuando canta alto, abre mucho el pico y su pecho se infla, y mueve la cola con cada nota. Las parejas suelen cantar a dúo.

### Reproducción
Alrededor del ecuador puede criar durante todo el año, y en el este de África cría durante las dos estaciones de lluvias. En su distribución más austral la época de cría es de julio a mayo. Es monógamo y territorial, y defiende su territorio mediante llamadas de alarma y atacando a los intrusos. Pueden criar dos nidadas por año, y a veces tres. La hembra construye el nido, sque está hecho de hojas muertas, palitos y otras materias vegetales. Lo pueden situar en un hueco de un árbol, un tocón, sobre un pimpoyo, en talud fluvial o incluso el suelo. Se pueden ver nidos cerca de los humanos, en los muros de edificios ocupados o en enrejados cubiertos de enredaderas. Suelen poner dos o tres huevos por puesta. Los nidos a veces son parasitados por el cuco solitario.